# 反芻

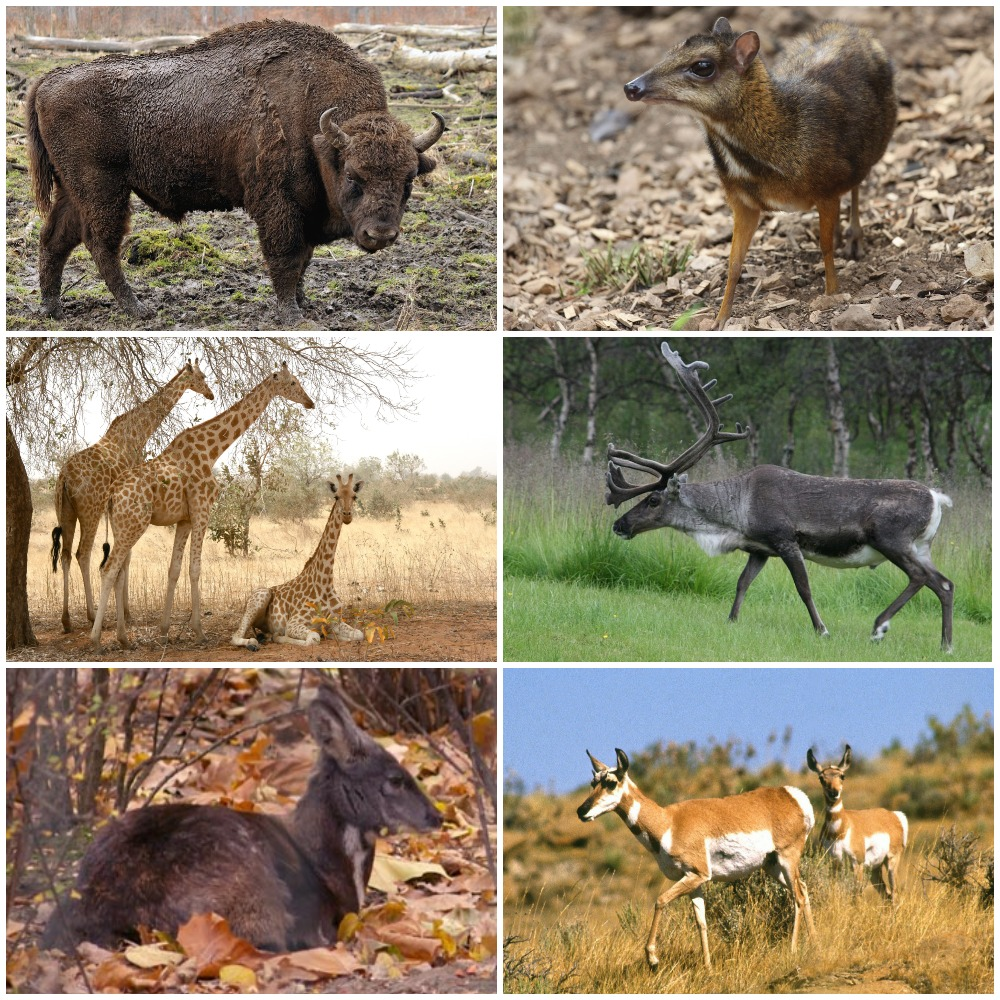
一些反刍动物

反芻是指動物將胃內的食物倒流回口腔內再次咀嚼的行為。此類動物一般有多個胃室。動物在休息时将半消化的食浆重新咀嚼，然后将这样再次磨碎的食物咽下，這樣就能通过微生物消化其他只有一个胃的哺乳动物无法消化的醣类（比如纤维素）。反芻主要出現在哺乳綱偶蹄目的部份草食性動物身上，例如羊以及牛，這些動物統稱為反芻動物，归属于哺乳綱偶蹄目反刍亚目。
另外还有一些其他食草动物如袋鼠、叶猴属动物、马科动物和兔形目动物也可以通过微生物的帮助消化纤维素。不过这些动物不是使用胃，而是使用大肠来消化纤维素。这不同于反刍。这些动物也不算反刍动物。
目前唯一发现的反刍亚目外能够反刍的物种是灵长目的長鼻猴。